# Broek in Waterland
Pour les articles homonymes, voir Broek.
Broek in Waterland, ou plus communément Broek (en vieux néerlandais : Broeck, 1342, puis Broec in Waterland, 1420), est un village néerlandais situé dans la commune de Waterland, en province de Hollande-Septentrionale. Avec une population de 2 735 habitants en 2019, il se trouve au cœur de la région naturelle de Waterland, connue pour ses paysages semi-aquatiques. Broek in Waterland se situe 9 kilomètres au nord-est d'Amsterdam et 8 kilomètres au sud de Purmerend.

## Histoire
L'église Saint-Nicolas (Sint-Nicolaaskerk), datant du XIVe siècle, constitue le plus vieux bâtiment dans le village. Elle est incendiée par les Espagnols en 1573, puis largement reconstruite en 1648. Elle contient une belle chaire en chêne ainsi qu'un vitrail datant du XVIIIe siècle. De 1888 à 1956, le village est relié à Amsterdam par la ligne à Monnickendam et Volendam du réseau Waterlandse tram.
Réputé pour sa propreté sans faute, le village voit défiler dès le XVIIIe siècle nombre de touristes, dont les empereurs Joseph II en 1781 et Napoléon en 1811. 
Broek in Waterland est une commune indépendante jusqu'au 1er janvier 1991, comprenant également les villages environnants de Zuiderwoude et Uitdam. À cette date, la commune fusionne avec Ilpendam, Katwoude, Marken et Monnickendam pour former la nouvelle commune de Waterland.

## Galerie

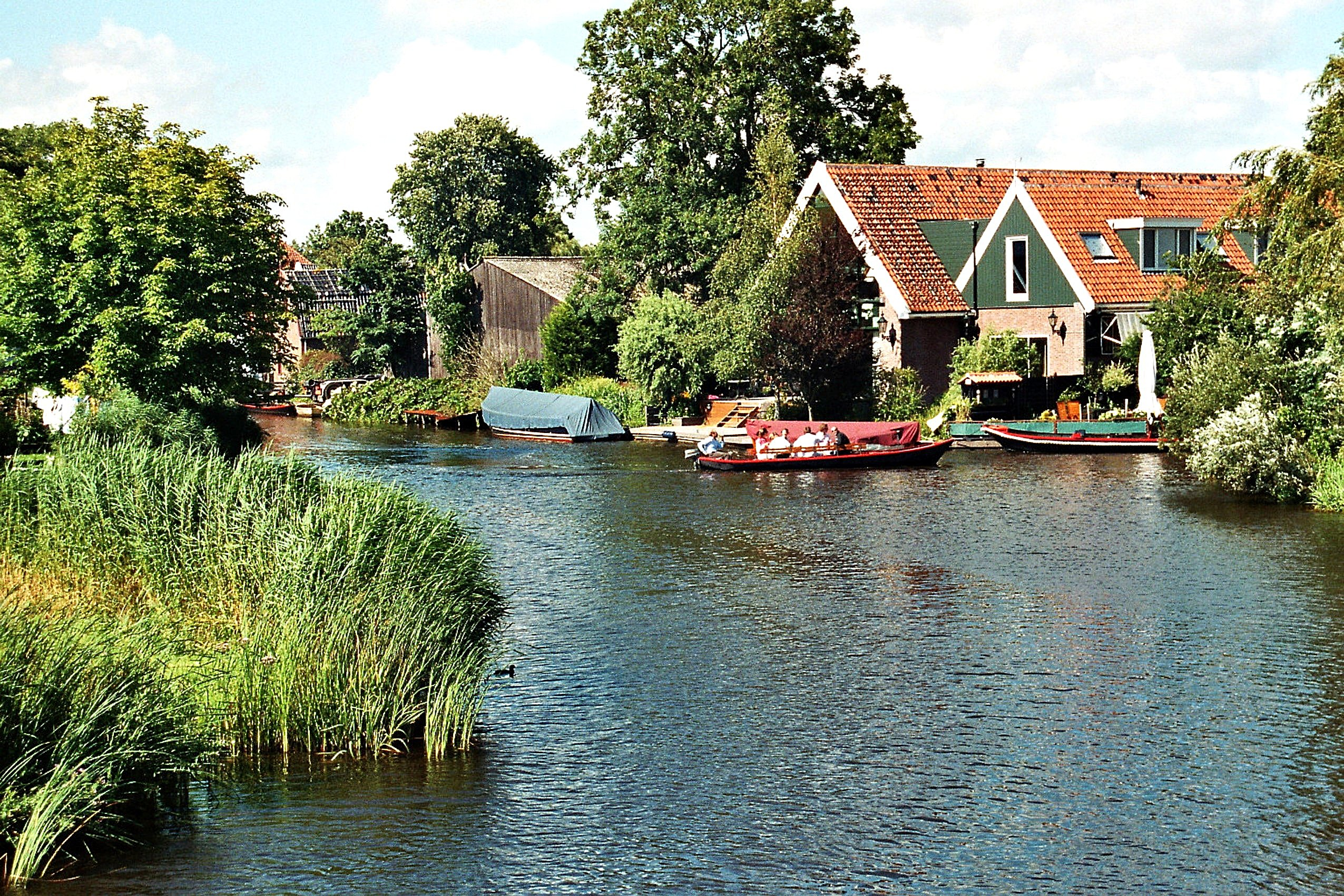
Molengouw.
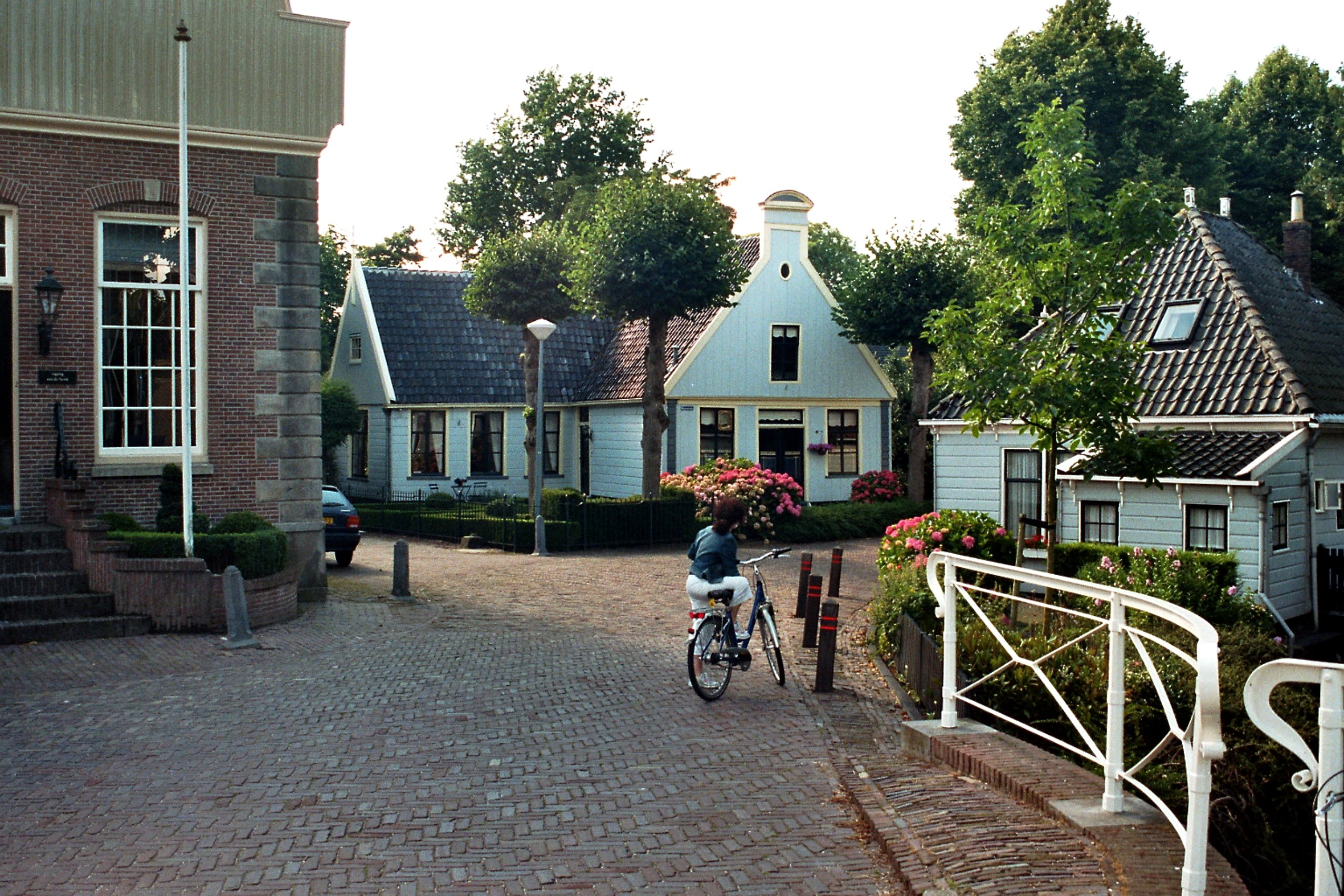
Raadhuisbrug.
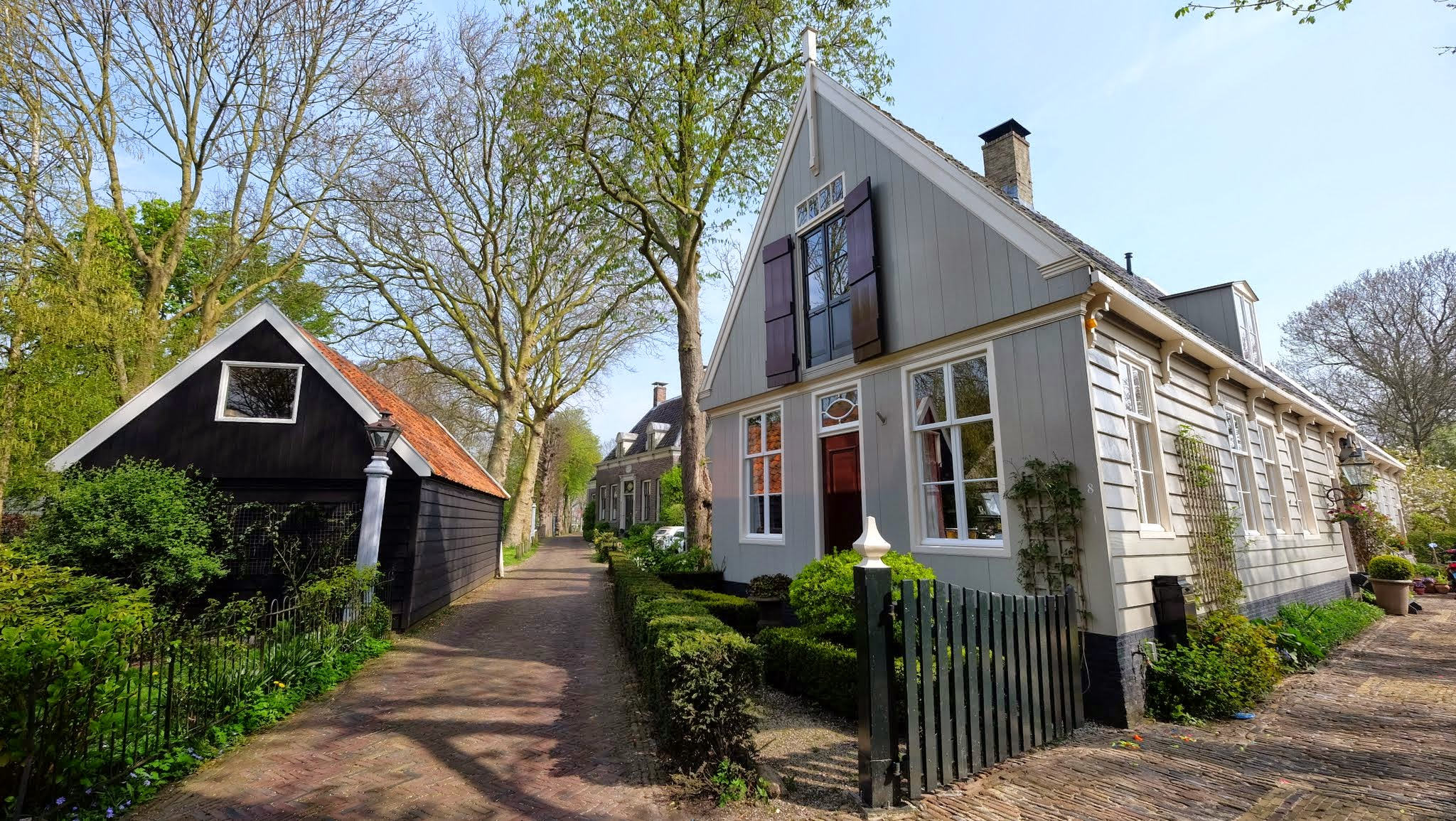
Havenrak.

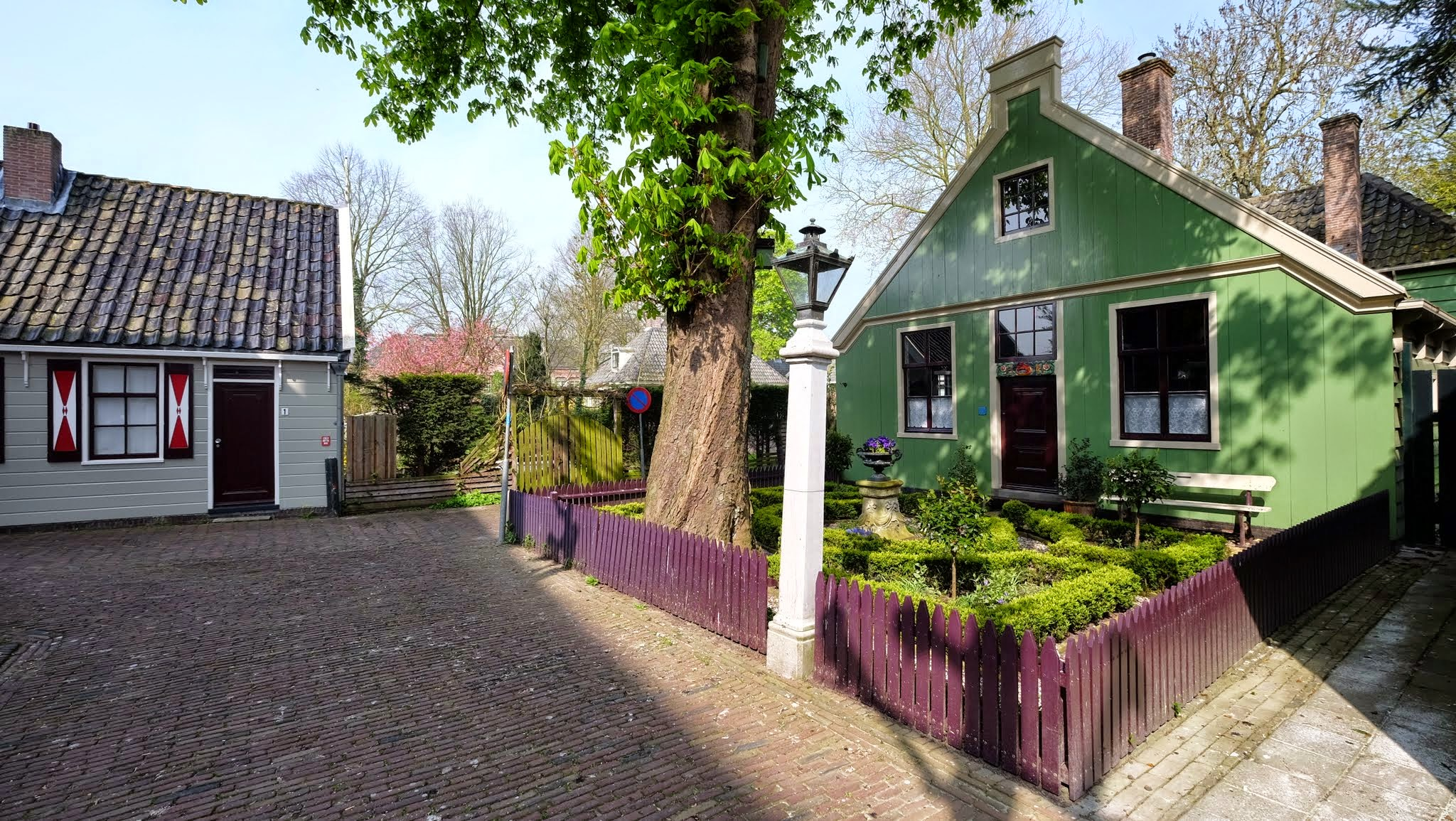
De Erven.
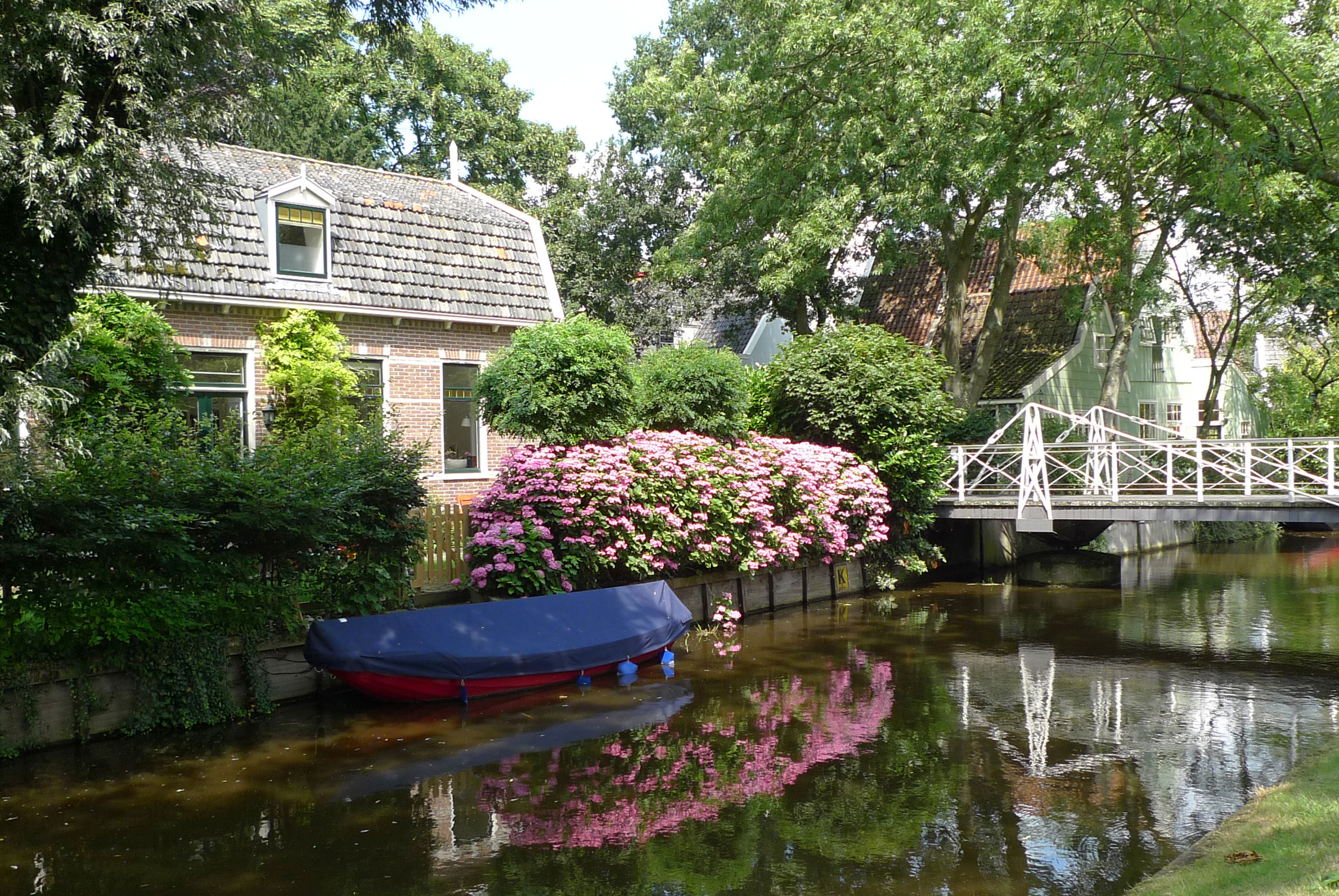
Roomeinde.
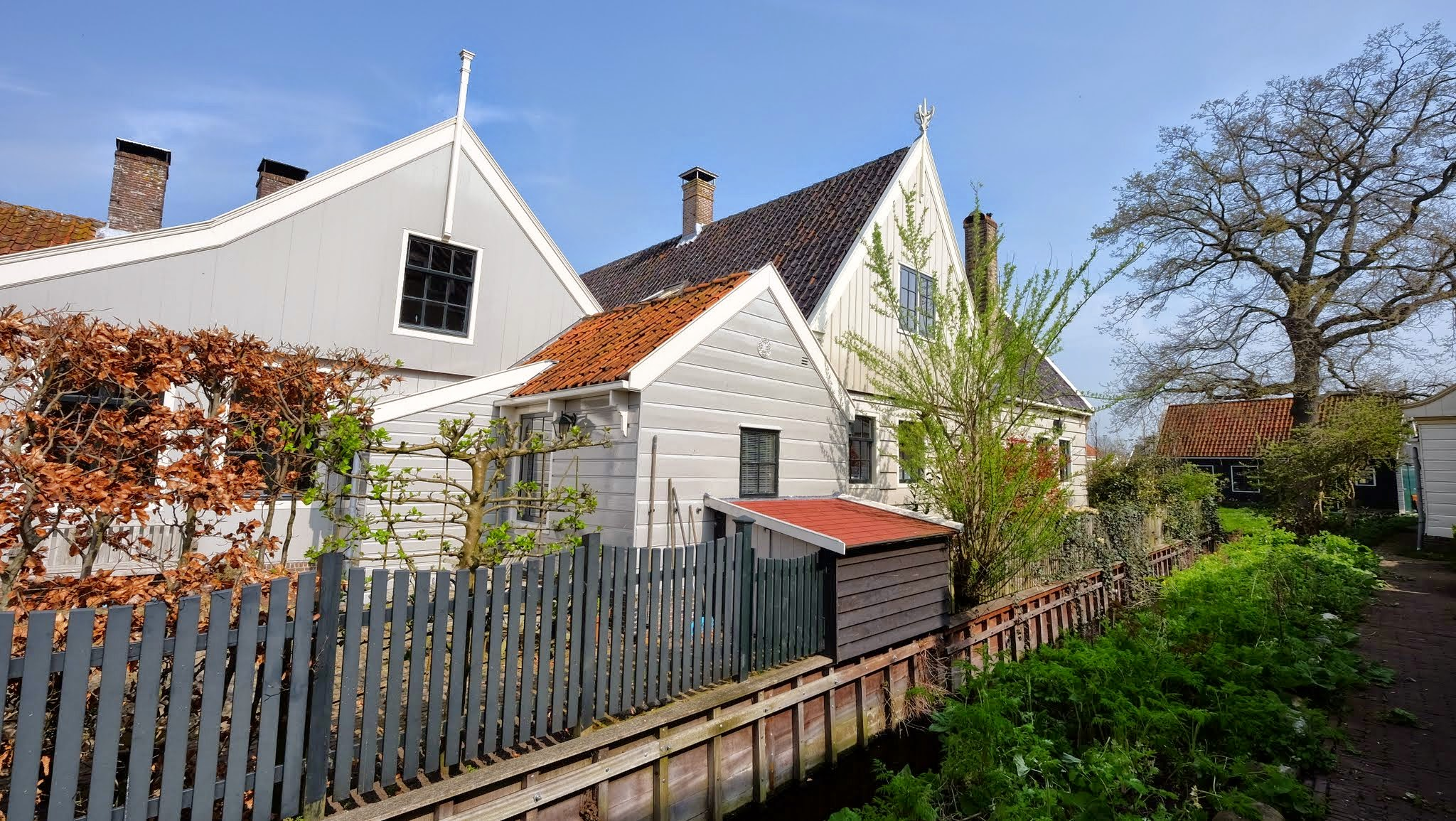
Kerkpad.